# Amaxac de Guerrero
Amaxac de Guerrero är en kommunhuvudort i Mexiko.   Den ligger i kommunen Amaxac de Guerrero och delstaten Tlaxcala, i den sydöstra delen av landet, 100 km öster om huvudstaden Mexico City. Amaxac de Guerrero ligger 2 303 meter över havet och antalet invånare är 7 710.
Terrängen runt Amaxac de Guerrero är kuperad söderut, men norrut är den platt. Amaxac de Guerrero ligger nere i en dal. Runt Amaxac de Guerrero är det mycket tätbefolkat, med 1 463 invånare per kvadratkilometer. Närmaste större samhälle är Tlaxcala de Xicohtencatl, 4,3 km sydväst om Amaxac de Guerrero. Trakten runt Amaxac de Guerrero består till största delen av jordbruksmark.